# All's Fair in Love (film 1910)
All's Fair in Love è un cortometraggio muto del 1910 diretto da Lewin Fitzhamon.

## Trama
Come riuscire a mettere in cattiva luce il proprio rivale in amore e conquistare il cuore della tua bella.

## Produzione
Il film fu prodotto dalla Hepworth.

## Distribuzione
Distribuito dalla Hepworth, il film - un cortometraggio di 183 metri - uscì nelle sale cinematografiche britanniche nel settembre 1910.
Si conoscono pochi dati del film che, prodotto dalla Hepworth, fu distrutto nel 1924 dallo stesso produttore, Cecil M. Hepworth. Fallito, in gravissime difficoltà finanziarie, il produttore pensò in questo modo di poter almeno recuperare il nitrato d'argento della pellicola.